# غلوريا وينتيرز
غلوريا وينتيرز (بالإنجليزية: Gloria Winters)‏ هي ممثلة أمريكية، ولدت في 28 نوفمبر 1931 في لوس أنجلوس في الولايات المتحدة، وتوفيت في 14 أغسطس 2010 في فيستا في الولايات المتحدة بسبب ذات الرئة.

## وصلات خارجية
- غلوريا وينتيرز على موقع IMDb (الإنجليزية)
- غلوريا وينتيرز على موقع قاعدة بيانات الفيلم (الإنجليزية)